# István Molnár (Wasserballspieler)
István Molnár (* 5. Januar 1913 in Galánta, Königreich Ungarn; † 1. Juli 1983 in Budapest) war ein ungarischer Wasserballspieler bei Ferencváros Budapest (ab 1932) und Vasas Budapest (ab 1945).
Molnár nahm an den Olympischen Spielen 1936 in Berlin teil, wo er im Gruppenspiel gegen Malta, welches 12:0 gewonnen wurde, eingesetzt wurde, aber kein Tor warf. Ungarn qualifizierte sich trotzdem für die Finalrunde, in denen Molnár auch nicht eingesetzt wurde. Nach einem 5:0-Sieg gegen Frankreich, reichte ein 2:2-Unentschieden gegen Deutschland, damit die Ungarische Nationalmannschaft, darunter seine Mannschaftskollegen György Bródy, Kálmán Hazai, Olivér Halassy, Márton Homonnay, Jenő Brandi, János Németh, Mihály Bozsi, György Kutasi, Sándor Tarics und Miklós Sárkány, die Goldmedaille gewinnen konnte.